# 基督纪年
基督纪年（英語：Christian Era，縮寫為 C.E），又稱為主曆，是源自於基督教的紀年方法，以耶穌誕生年作為紀年的開始。在儒略曆與格里曆中，在耶穌誕生之後的紀年，稱為主的年份（拉丁語：Anno Domini，縮寫為A.D.；又譯為主後），而在耶穌誕生之前的紀年稱為主前（英語：Before Christ，縮寫為B.C.）。現代學者為了淡化其宗教色彩，加上耶穌生於公元1年實乃計算錯誤，多半改採用公元（Common Era，縮寫為C.E.）與公元前（Before the Common Era，縮寫為B.C.E.）的說法。該紀年方法是狄奧尼修斯·伊希格斯於525年發明，但是直到800年左右才開始廣泛使用。

## 概論
是中世纪拉丁語，意思是「主的年份」，基督徒用以來標誌耶穌誕生的年份（主后XXXX年）。

### 其他語言縮寫
西班牙語：紀元後，d.C/D.C.，「Despues de Cristo」（基督後）；紀元前，a.C/A.C，「Antes de Cristo」（基督前）。
法語：紀元後，ap.J-C，「Après Jésus-Christ」（基督後）；紀元前，av.J-C，「Avant Jésus-Christ」（基督前）。
德語：紀元後，n. Chr.，「nach Christus」（基督後）；紀元前，v. Chr.，「vor Christus」（基督前）。